# Blaisdon
Blaisdon – wieś w Anglii, w hrabstwie Gloucestershire, w dystrykcie Forest of Dean. Leży 14 km na zachód od miasta Gloucester i 164 km na zachód od Londynu.